# Rybnik (powiat sieradzki)
Rybnik – wieś w Polsce położona w województwie łódzkim, w powiecie sieradzkim, w gminie Brzeźnio.
| SIMC    | Nazwa       | Rodzaj    |
| ------- | ----------- | --------- |
| 0700128 | Marszałkowo | część wsi |
| 0700134 | Piotrowice  | część wsi |

W latach 1975–1998 miejscowość należała administracyjnie do województwa sieradzkiego.